# هازوکی تاندا
هازوکی تاندا (انگلیسی: Hazuki Tanda؛ زادهٔ ۲۸ فوریهٔ ۲۰۰۱) شخصیت‌های تلویزیونی در ژاپن، بازیگر، و صداپیشه اهل ژاپن است. وی از سال ۲۰۱۷ میلادی تاکنون مشغول فعالیت بوده‌است.